# Пшонец
Пшонец (укр. Пшонець) — село в Славской поселковой общине Стрыйского района Львовской области Украины.
Население по переписи 2001 года составляло 369 человек. Почтовый индекс — 82641. Телефонный код — 3251.